# Hana Horáková
Hana Horáková (11 de setembro de 1979) é uma basquetebolista profissional checa.

## Carreira
Hana Horáková integrou a Seleção Checa de Basquetebol Feminino, em Londres 2012, que terminou na sétima colocação.